# Antanas Abrutis
Antanas Abrutis (* 1969 in Panotėniai, Rajongemeinde Skuodas) ist ein litauischer Kraftsportler (Kraftdreikampf) und Strongman.

## Leben
Von 1997 bis 1999 arbeitete Antanas Abrutis als Trainer (athletische Gymnastik) im Club „Mažeikių švyturys“ in der nordlitauischen Stadt Mažeikiai. Im Jahr 2001 wurde er Meister bei der nationalen Strongman-Meisterschaft  von Litauen. 2005 wurde er Meister in Wexford und belegte den 3. Platz in Minsk bei der World Strongman Cup (von WSCF). 2011 gewann er WSF World Cup Riga in Lettland. Im Mai 2017 wurde er Vizemeister im Stockzug (Mas Wrestling) in Almaty (Kasachstan).

## Leistungen
- 1999: Litauische Strongman-Meisterschaft, 3. Platz
- 2000: Litauische Strongman-Meisterschaft, 3. Platz
- 2001: Litauische Strongman-Meisterschaft, 1. Platz